# Drake Bay (flygplats)
Drake Bay är en flygplats i Costa Rica.   Den ligger i provinsen Puntarenas, i den södra delen av landet, 140 km söder om huvudstaden San José. Drake Bay ligger 8 meter över havet.
Terrängen runt Drake Bay är kuperad österut, men åt sydväst är den platt. Havet är nära Drake Bay åt nordväst. Runt Drake Bay är det glesbefolkat, med 12 invånare per kvadratkilometer. I omgivningarna runt Drake Bay växer i huvudsak städsegrön lövskog.